# 克卜勒1625b I
克卜勒-1625b I，系外行星克卜勒1625b的一顆可能的衛星，可能是有史以來發現的第一顆系外衛星（有待確認），並在克卜勒太空望遠鏡的初步觀測後首次表明。2017年10月，哈伯太空望遠鏡進行了一次更徹底的觀測活動，最終於2018年10月初在《科學進展》上發表了一篇發現論文。與這顆衛星的發現有關的研究表明，宿主系外行星的大小高達幾顆木星質量，而衛星的質量被認為大約相當於海王星。像太陽系中的幾個衛星一樣，儘管還沒有發現子衛星的證據，理論上，大的系外衛星也能够在穩定的軌道上擁有自己的，稱為子衛星的衛星。

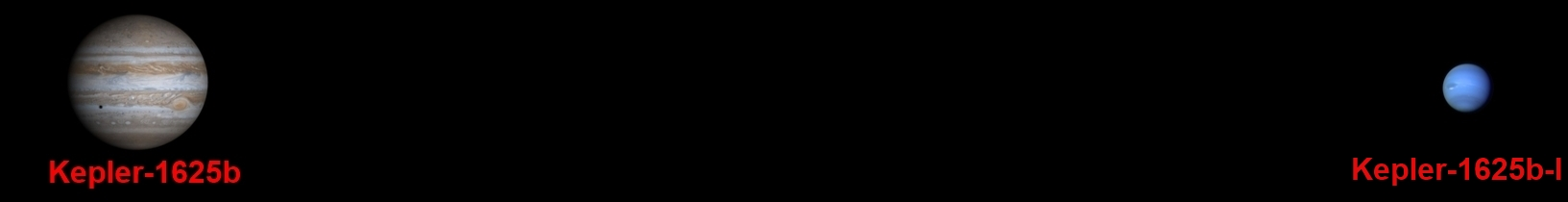
使用木星和海王星的影像，克卜勒1625b與其衛星「克卜勒-1625b-I」的相對大小和距離。

## 研究和觀察
原始論文提出了系外衛星的兩條獨立證據線，一條凌日時間變分法表示海王星質量的衛星，另一條光度下降表示海王星半徑的衛星。對2019年2月發表的觀測結果的獨立重新分析恢復了兩者，但表明傾斜和隱藏的熱木星也可能是罪魁禍首，這可以通過未來的都卜勒光譜徑向速度觀測進行測試。第三項分析該數据集的研究恢復了凌日時間變分法的特徵，但沒有恢復光度下降，因此質疑了系外衛星假說。最初的發現團隊後來發表的這篇論文，發現它們的重新還原表現出更高的系統學，這可能解釋了它們的不同結論。